# Renato Tapia
Renato Fabrizio Tapia Cortijo, född 28 juli 1995 i Lima, är en peruansk fotbollsspelare som sedan 2024 spelar för CD Leganés i spanska högstaligan La Liga. Han har tidigare representerat bland annat Feyenoord och Celta Vigo och Perus fotbollslandslag.